# Stigmella arequipica
Stigmella arequipica (лат.) — вид молей-малюток рода Stigmella (Nepticulinae) из семейства Nepticulidae.

## Распространение
Южная Америка: Перу, Анды (2920 м), Arequipa Departamento.

## Описание
Мелкие молевидные бабочки. Длина передних крыльев самцов около 2 мм, размах — до 4,8 мм. Цвет серовато-коричневый. Жгутик усика самцов состоит из 30 члеников. Биология неизвестна. Имаго появляются в апреле.

## Этимология
Видовое название S. arequipica происходит от названия региона нахождения типовой серии (Arequipa Departamento).